# Jan Rybář (kněz)
Jan Rybář SJ (16. července 1931 Bílovice nad Svitavou – 14. ledna 2021 Trutnov) byl český římskokatolický kněz, člen jezuitského řádu (SJ) a politický vězeň.

## Život

### Dětství a studia
Dětství prožil v Bílovicích nad Svitavou. V červnu 1945 se účastnil duchovních cvičení na Velehradě a poté 1. září 1945 zahájil studium na tamějším nově otevíraném klášterním gymnáziu. Zde se potkal s řadou osobností, které ho vedly na této vytyčené cestě, například pozdějšího kardinála Tomáše Špidlíka. V té době již byl rozhodnut pro kněžskou dráhu. 14. srpna 1949 vstoupil do řádu Tovaryšstva Ježíšova (SJ).

### Internace,PTP, vězení
Když komunisté 13. dubna 1950 uzavřeli kláštery, byl společně s dalšími studenty internován, nejprve do Bohosudova a poté byli převeleni na stavbu přehrady v Klíčavě. V tomto pracovním táboře setrvali až do 9. května 1951. Po propuštění z internace v roce 1951 na konci noviciátu složil společně s dalšími sedmi studenty v Brně v kapli šedých sester sliby. Sliby přijímal páter Karel Šupa z pověření provinciála, protože provinciál Šilhan byl již delší dobu ve vězení. Vzhledem k politické situaci musely tyto sliby proběhnout tajně. V roce 1952 narukoval na vojnu a byl zařazen k PTP. Po návratu do civilu v roce 1954 pracoval ve strojírenských firmách a ve stavebnictví. Současně tajně studoval u různých profesorů. V roce 1960 byl znovu zatčen a internován. Poslední dva roky vězení strávil ve Valdicích u Jičína, kde měl možnost svá studia dokončit. Společně s ním zde bylo zavřeno osm biskupů a dvacet sedm profesorů. Těžký život ve vězení byl však naplněn setkáními se spoustou zajímavých lidí. Zde ho také spoluvězeň královéhradecký biskup Karel Otčenášek 17. února 1962 tajně vysvětil na kněze.

### Ukončení studia – primice
V dobách politického uvolnění v roce 1968 si Jan rozšířil svá studia na univerzitě v Innsbrucku. Primice se dočkal až za sedm let po svém vysvěcení v roce 1969 ve své domovské farnosti v Bílovicích nad Svitavou.

### Kněžská služba
Dne 1. prosince 1969 nastoupil na svou první farnost do Trutnova Poříčí. Zde sloužil jako kněz 17 let. Kněžskou službu vykonával také pro přilehlé farnosti. Avšak kvůli jeho minulosti ho StB neustále sledovala. Tento stav vydržel až do pádu komunistického režimu v tehdejším Československu.

Po roce 1990 se stal děkanem ve farnosti v Rychnově nad Kněžnou, působil zde také jako kaplan hraběte Kolowrata. Od roku 1996 psal fejetony, které pravidelně zveřejňoval Rychnovský zpravodaj i web Simeon.cz. Tyto texty také vyšly několikrát knižně pod názvem „Musíš výš“ či „Kam jdeme“, a to vždy v rozšířeném vydání o novější fejetony. Naposledy v roce 2016.
V roce 2004 Jan Rybář odešel do důchodu do Trutnova. Zde působil jako výpomocný duchovní v Trutnově Horním Starém Městě, od roku 2005 také ve Svobodě nad Úpou, Janských Lázních a Mladých Bukách. Dával lidem exercicie a přednášel na různá témata.

## Publikační činnost

#### Knihy P. Jana Rybáře SJ
V době svého působení v Rychnově nad Kněžnou psal Rybář do místního časopisu fejetony (od roku 1996), poprvé se v knižním vydání objevily v roce 2004 pod názvem „Musíš výš“. V roce 2007 tento spis vyšel znovu, ale byl obohacen o fejetony, které autor sepsal mezi lety 2004 a 2007.
Druhá Rybářova kniha „Kam jdeme“ vyšla v roce 2012. První část publikace vysvětluje, jak se lidé mají vyjadřovat o Bohu před dětmi (otec Rybář odpovídá na otázky matky pěti synů). Zbytek vyplňují fejetony napsané v letech 1996–2011.
Dne 18. června 2016 proběhla v rámci Diecézního setkání seniorů a jejich přátel v Hradci Králové autogramiáda rozšířeného vydání publikace Musíš výš. Obsahuje fejetony z let 1996–2015.

### Část úvodního slova ke knize Musíš výš (z r. 2016) o P. Janu Rybářovi SJ
| „              | Patří mezi ty, kteří i zlé (vlastní bídu, i trápení kriminálu, ponižování od estébáků, církevních tajemníků nebo nepochopení nadřízených) dokáží využít k vlastnímu prospěchu a porozumění slabostí člověka. Neslyšel jsem jej naříkat, nadávat, natož někoho zatracovat. Jeho víra a teologie je plná porozumění a laskavé svobody. | “ |
| — Václav Vacek | |   |

Do své smrti ještě stihl napsat knihu s názvem Rybář na poušti (vydavatel Grantis, 2020), která obsahuje fejetony a jiné texty z let 2016-2020. Pro velký zájem v současnosti probíhá prodej již čtvrtého dotisku této publikace.

#### Knihy o P. Janu Rybářovi SJ
Nedlouho před jeho smrtí vyšla kniha o jeho životě. Jmenuje se Deník venkovského faráře. Napsal ji Josef Beránek na základě rozhovorů, které s P. Rybářem vedl před několika lety. V knize jsou popisovány události spojené s druhou světovou válkou, odsunem Němců, persekucí církve za dob komunismu, nadějemi kladenými do II. vatikánského koncilu až po období sametové revoluce.

## Ocenění
Za své zásluhy o rozvoj demokracie obdržel Jan Rybář několik ocenění:
- Medaile za III. odboj od Konfederace politických vězňů ČR dne 28. října 1998
- Pamětní medaile PTP od Ústřední rady svazu PTP - VTNP České republiky dne 1. září 2000
- Cena Václava Bendy kterou mu předal Daniel Herman dne 16. listopadu 2011[11]
- Pamětní medaili Královéhradeckého kraje od hejtmana Lubomíra France dne 8. května 2015[6]
- Stříbrnou pamětní medaili Senátu dne 27. září 2017[12]
- Poděkování obce Bílovice nad Svitavou od obce Bílovice nad Svitavou dne 11. září 2019

## Vystoupení v médiích
Česká televize natočila s P. Janem Rybářem dokument z cyklu Neznámí hrdinové o jeho strastiplném životě za dob vlády komunismu. Snímek byl vysílán pod názvem Čtyřicet let pod dohledem.

## Galerie

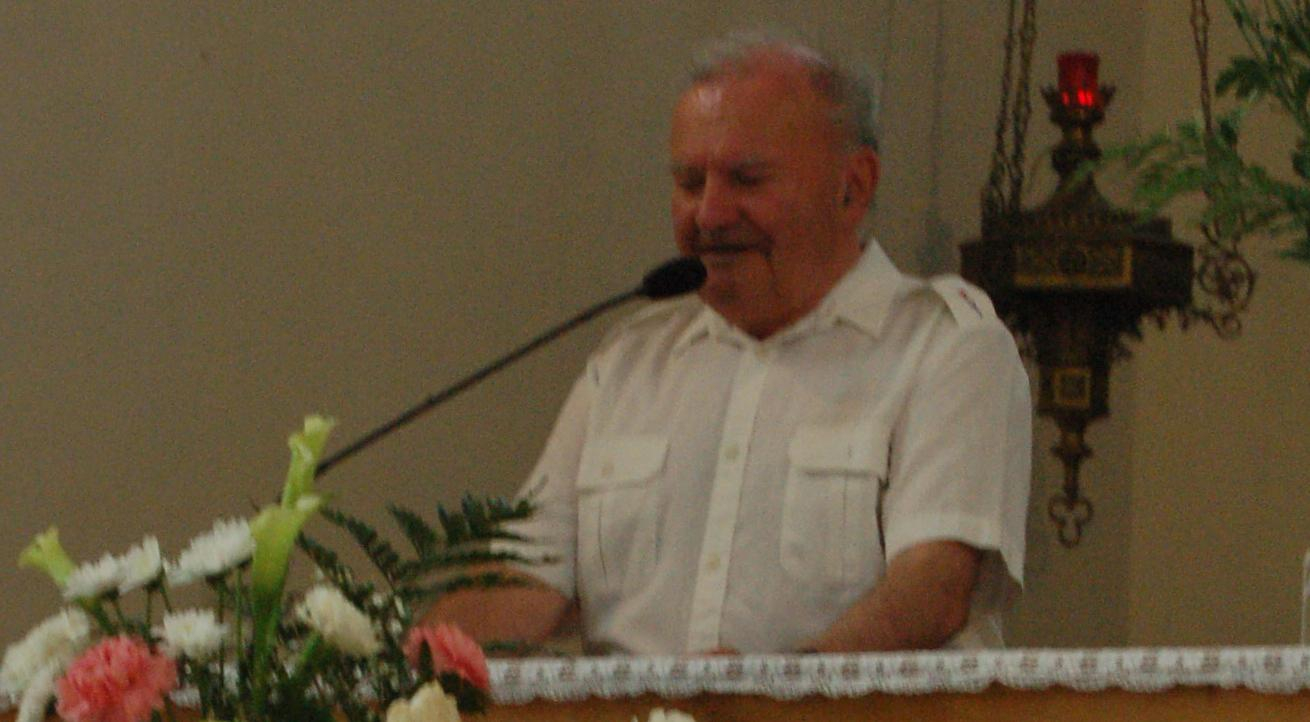
Jan Rybář, červenec 2006
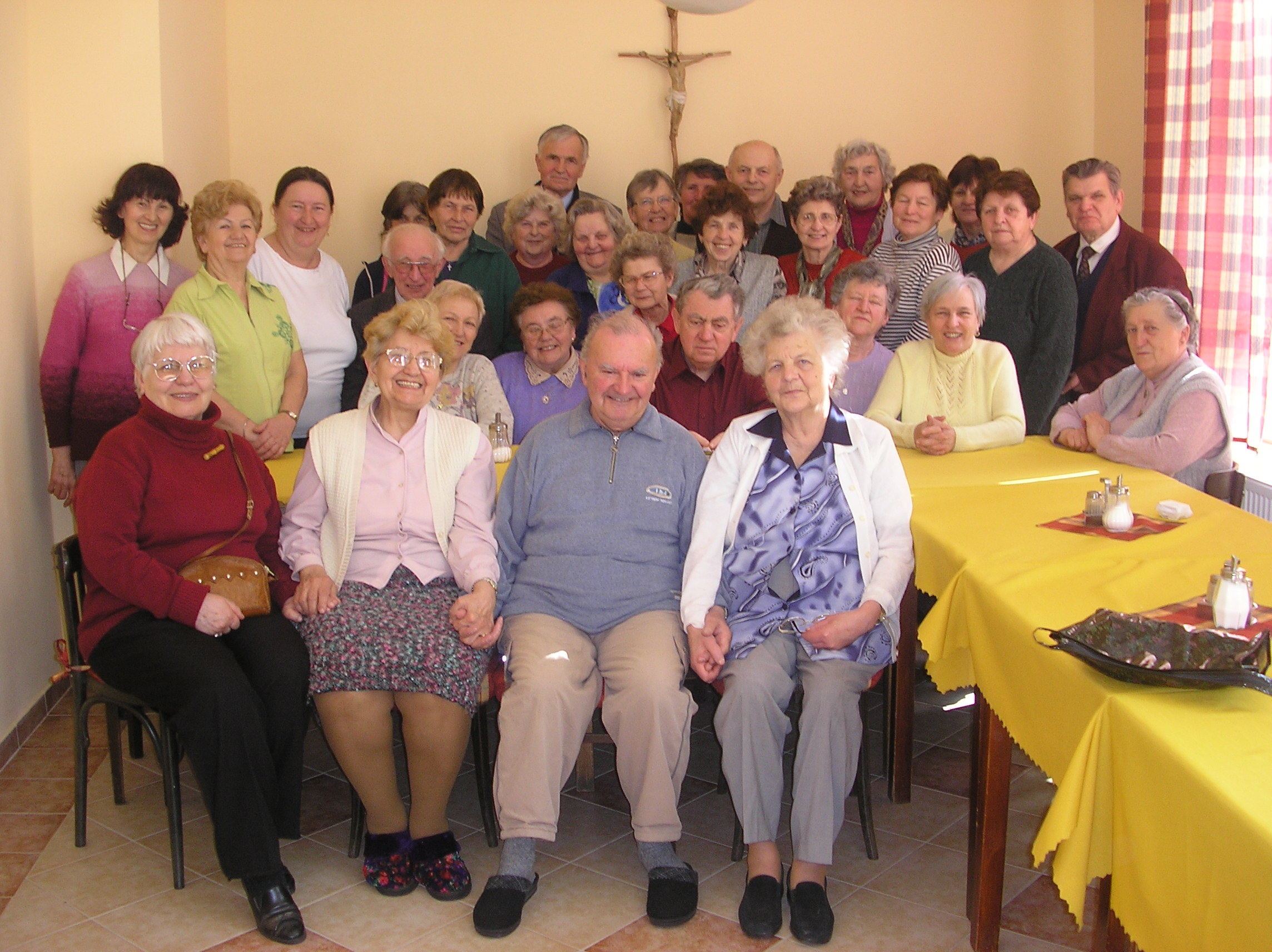
Jan Rybář (uprostřed), před rokem 2010
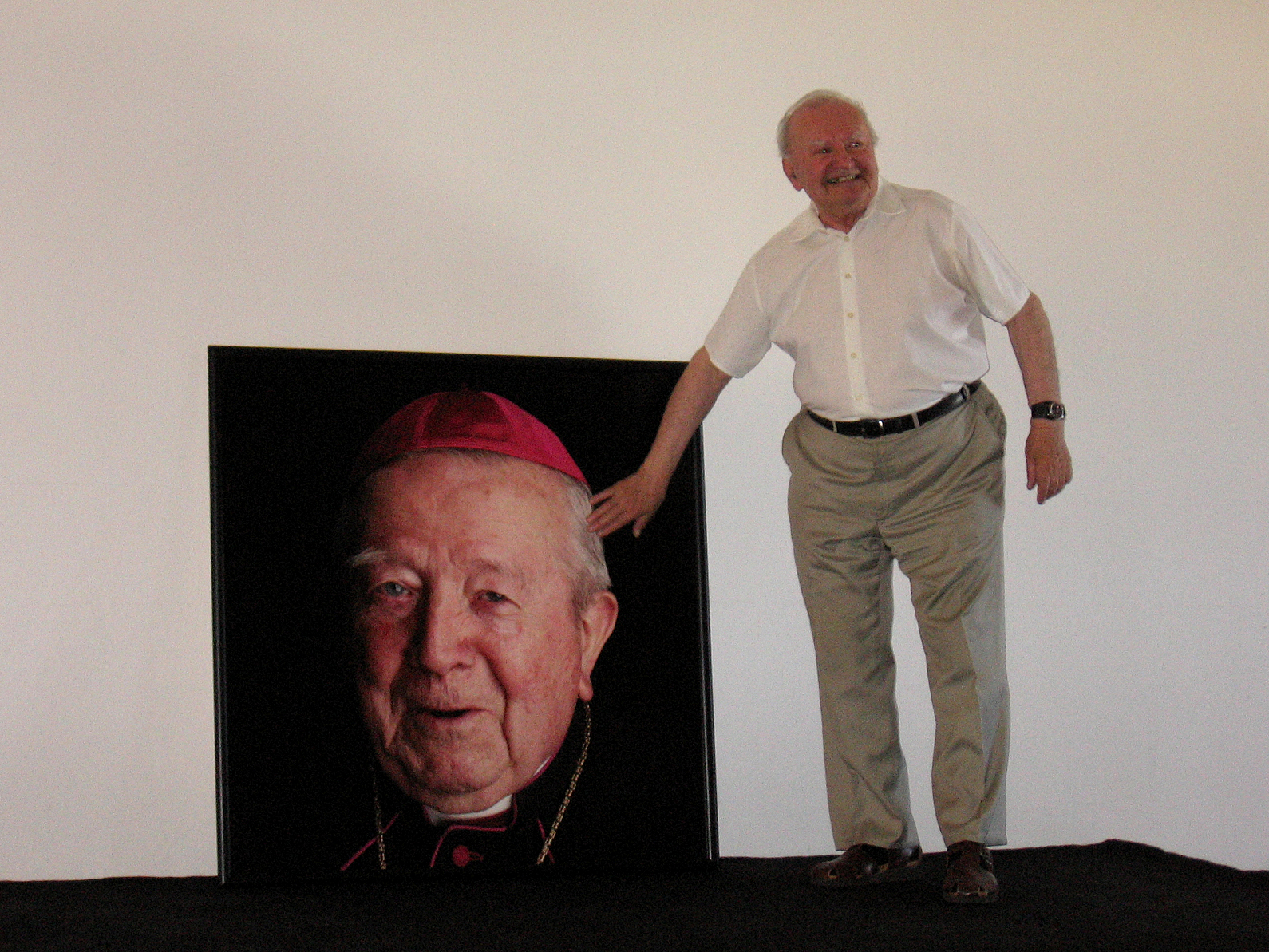
Jan Rybář, červen 2014
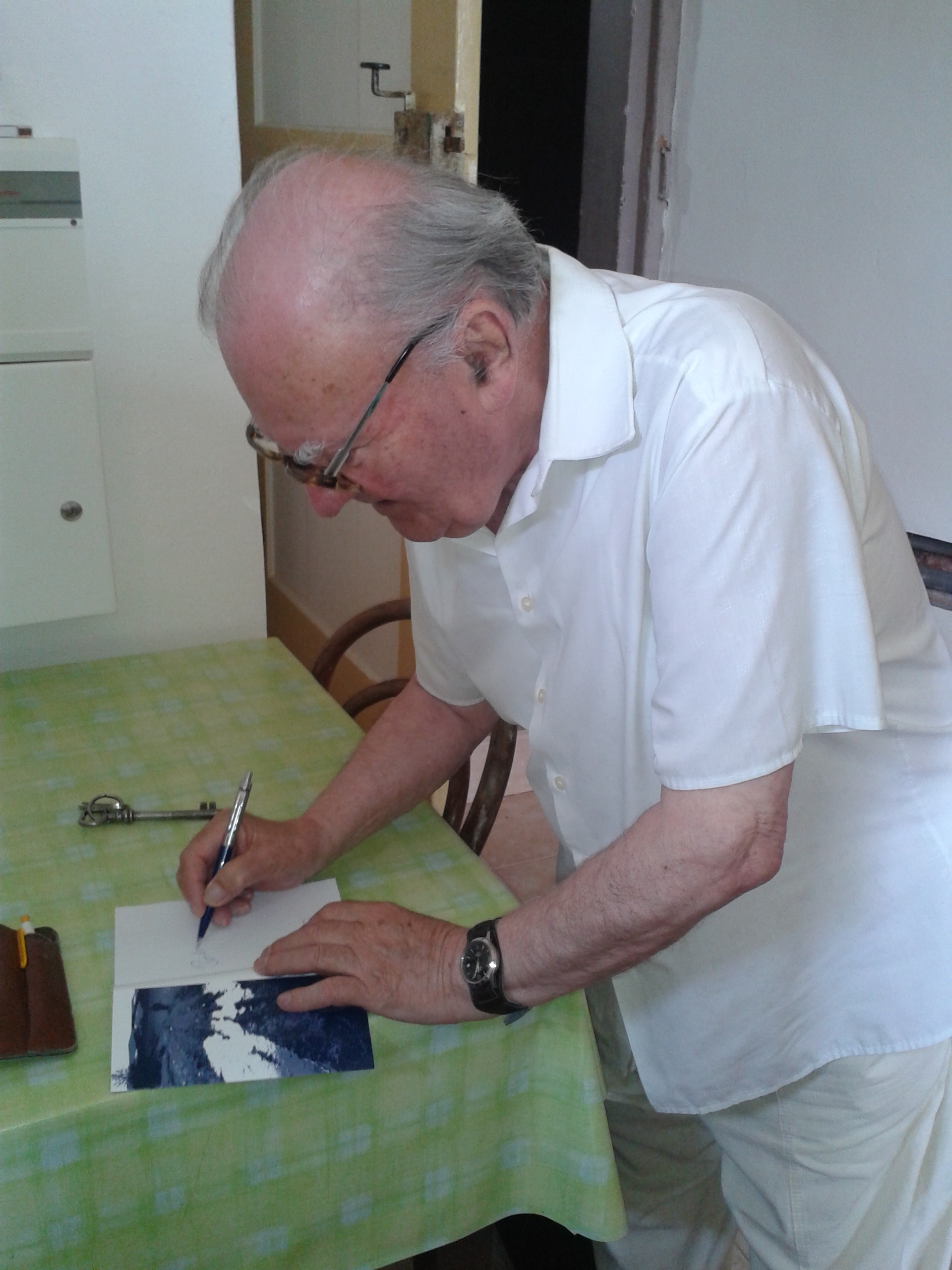
Jan Rybář, červenec 2015
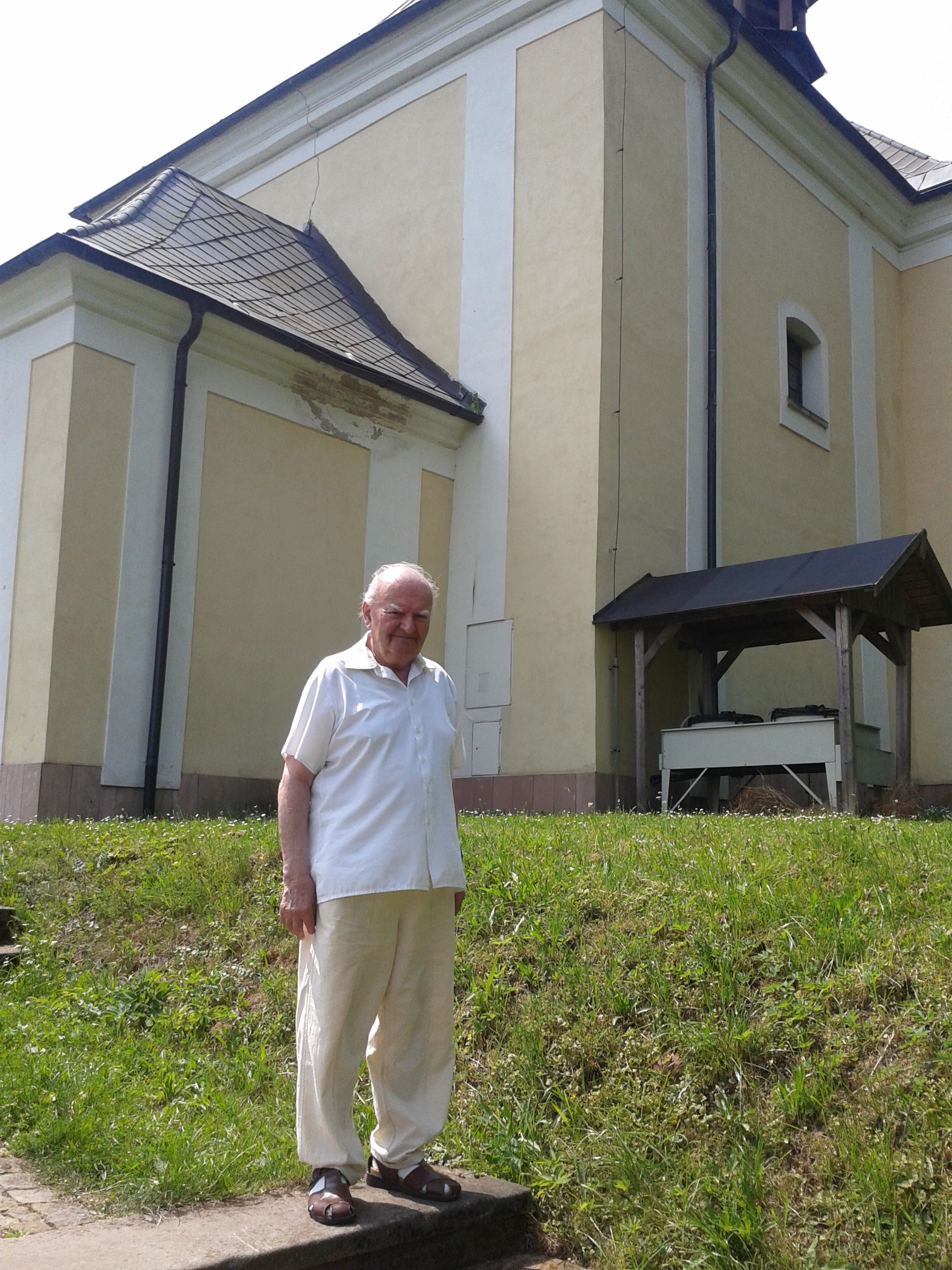
Jan Rybář, červenec 2015
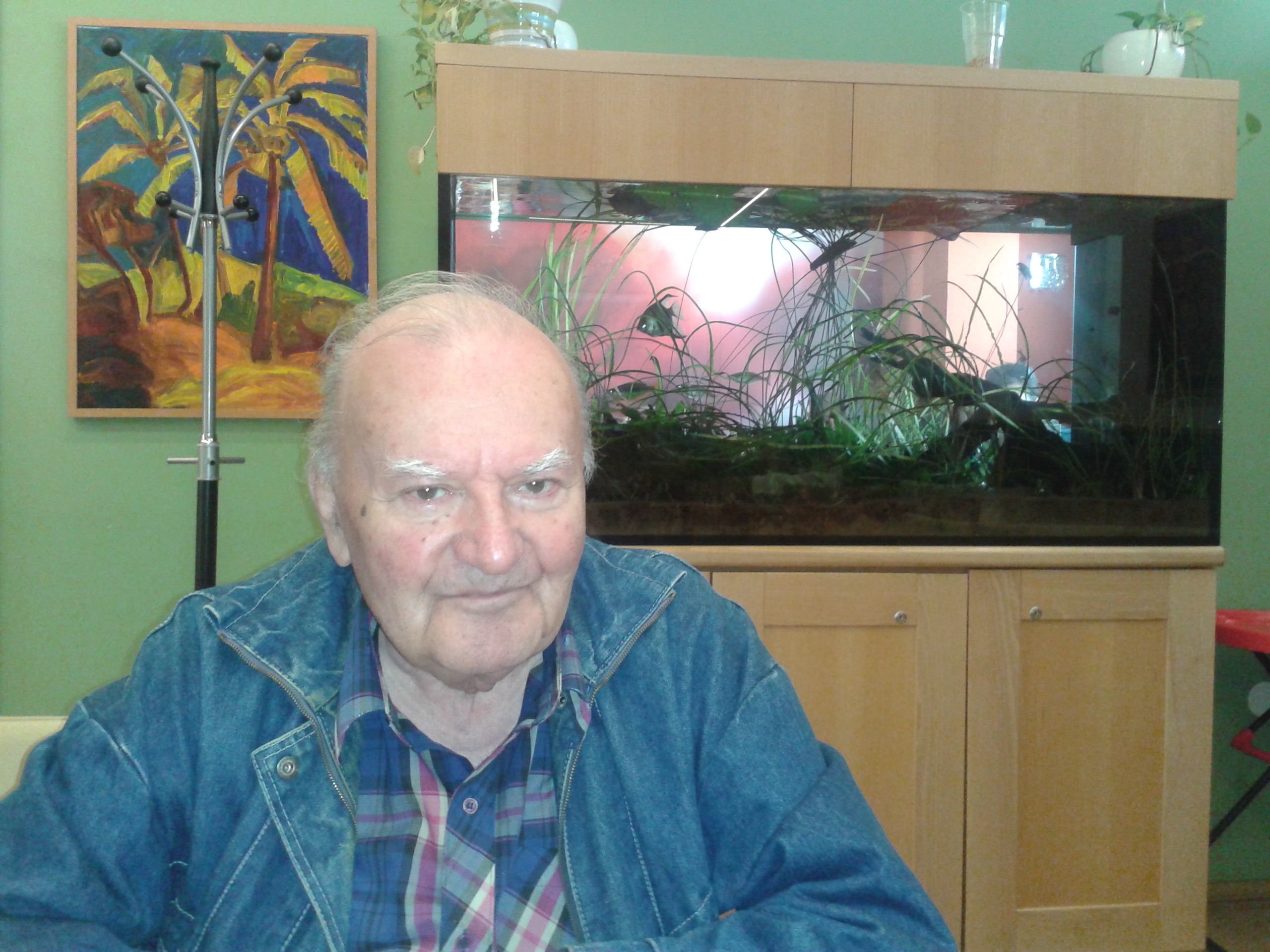
Jan Rybář, záři 2015